# حكومة علي أبو الراغب الأولى
حكومة علي أبو الراغب الأولى هي الحكومة رقم 85 منذ أعلان استقلال إمارة شرق الأردن عام 1921 والثانية في عهد الملك عبد الله الثاني. شكّل علي أبو الراغب الحكومة في 19 يونيو عام 2000 بتكليف من ملك الأردن عبد الله الثاني بن الحسين. وقد حلّت الحكومة في شهر فبراير 2002.

## تشكيلة الحكومة
| 1  | علي أبو الراغب        | رئيس للوزراء ووزير للدفاع                         |
| 2  | عوض خليفات            | نائب لرئيس الوزراء ووزير للداخلية                 |
| 3  | صالح ارشيدات          | نائب لرئيس الوزراء ووزير دولة لشؤون رئاسة الوزراء |
| 4  | فارس النابلسي         | نائب لرئيس الوزراء ووزير للعدل                    |
| 5  | محمد الحلايقة         | نائب لرئيس الوزراء ووزير دولة للشؤون الإقتصادية   |
| 6  | عبد السلام العبادي    | وزير للأوقاف والشؤون والمقدسات الإسلامية          |
| 7  | طارق السحيمات         | وزير للصحة                                        |
| 8  | محمد الذنيبات         | وزير دولة لشؤون التنمية الإدارية                  |
| 9  | يوسف الدلابيح         | وزير دولة للشؤون البرلمانية                       |
| 10 | عبد الإله الخطيب      | وزير للخارجية                                     |
| 11 | عقل بلتاجي            | وزير للسياحة واللآثار                             |
| 12 | ميشيل مارتو           | وزير للمالية                                      |
| 13 | عيد الفايز            | وزير للعمل                                        |
| 14 | حسني أبو غيدا         | وزير للأشغال العامة والإسكان                      |
| 15 | سعيد شقم              | وزير للشباب والرياضة                              |
| 16 | وائل صبري             | وزير للطاقة والثروة المعدنية                      |
| 17 | طالب الرفاعي          | وزير للإعلام                                      |
| 18 | خالد طوقان            | وزير للتربية والتعليم                             |
| 19 | عبد الرحيم العكور     | وزير للشؤون البلدية والقروية والبيئة              |
| 20 | محمود الكايد الحياصات | وزير للثقافة                                      |
| 21 | زهير زنونة            | وزير للزراعة                                      |
| 22 | عادل الشريدة          | وزير دولة                                         |
| 23 | واصف عازر             | وزير للصناعة والتجارة                             |
| 24 | جواد حديد             | وزير للتخطيط                                      |
| 25 | حاتم الحلواني         | وزير للمياه والري                                 |
| 26 | محمد الكلالدة         | وزير للنقل                                        |
| 27 | ضيف الله المساعدة     | وزير دولة للشؤون القانونية                        |
| 28 | تمام الغول            | وزير للتنمية الإجتماعية                           |
| 29 | فواز حاتم الزعبي      | وزير للبريد والإتصالات                            |

## التعديل على الحكومة
التعديل الأول في 26 من سيبتمبر 2000
|    | خرج من الفريق الحكومي | خرج من الفريق الحكومي                             | إنضم إلى الفريق الحكومي | إنضم إلى الفريق الحكومي       |
|    | الوزير                | الوزارة                                           | الوزير                  | الوزارة                       |
| -- | --------------------- | ------------------------------------------------- | ----------------------- | ----------------------------- |
| 1. | صالح ارشيدات          | نائب لرئيس الوزراء ووزير دولة لشؤون رئاسة الوزراء | صالح ارشيدات            | نائب رئيس الوزراء ووزير للنقل |
| 2. | محمد الكلالدة         | وزير للنقل                                        |                         |                               |

التعديل الثاني في 16 يونيو 2001 
| خرج من الفريق الحكومي | خرج من الفريق الحكومي                    | إنضم إلى الفريق الحكومي | إنضم إلى الفريق الحكومي                  |
| الوزير                | الوزارة                                  | الوزير                  | الوزارة                                  |
| --------------------- | ---------------------------------------- | ----------------------- | ---------------------------------------- |
| عبد الرحيم العكور     | وزير للشؤون البلدية والقروية والبيئة     | عبد الرزاق طبيشات       | وزير للشؤون البلدية والقروية والبيئة     |
| طالب الرفاعي          | وزير للإعلام                             | صالح القلاب             | وزير للإعلام                             |
| عقل بلتاجي            | وزير للسياحة واللآثار                    | طالب الرفاعي            | وزير للسياحة والآثار                     |
| ضيف الله المساعدة     | وزير دولة للشؤون القانونية               | عبد الشخابنة            | وزير دولة للشؤون القانونية               |
| عبد السلام العبادي    | وزير للأوقاف والشؤون والمقدسات الإسلامية | أحمد هليل               | وزير للأوقاف والشؤون والمقدسات الإسلامية |
| سعيد شقم              | وزير للشباب والرياضة                     | مأمون محمد نورالدين     | وزير للشباب والرياضة                     |
| وائل صبري             | وزير للطاقة والثروة المعدنية             | "محمد علي" البطاينة     | وزير للطاقة والثروة المعدنية             |
| حاتم الحلواني         | وزير للمياه والري                        | حازم الناصر             | وزير للمياه والري                        |
| طارق السحيمات         | وزير للصحة                               | فالح الناصر             | وزير للصحة                               |
| صالح ارشيدات          | نائب رئيس الوزراء ووزير للنقل            | نادر الذهبي             | وزير للنقل                               |
| زهير زنونة            | وزير للزراعة                             | محمود عايد الدويري      | وزير للزراعة                             |
|                       |                                          | موسى خلف المعاني        | وزير للدولة                              |
|                       |                                          | عبد الرحيم العكور       | وزير للدولة                              |

التعديل الثالث في 2 سيبتمبر 2001 
|   | خرج من الفريق الحكومي | خرج من الفريق الحكومي | إنضم إلى الفريق الحكومي | إنضم إلى الفريق الحكومي                                  |
|   | الوزير                | الوزارة               | الوزير                  | الوزارة                                                  |
| - | --------------------- | --------------------- | ----------------------- | -------------------------------------------------------- |
| 1 | خالد طوقان            | وزير للتربية والتعليم | خالد طوقان              | وزير للتربية والتعليم ووزير للتعليم العالي والبحث العلمي |

التعديل الرابع في 27 أكتوبر 2001 
|   | خرج من الفريق الحكومي | خرج من الفريق الحكومي  | إنضم إلى الفريق الحكومي | إنضم إلى الفريق الحكومي             |
|   | الوزير                | الوزارة                | الوزير                  | الوزارة                             |
| - | --------------------- | ---------------------- | ----------------------- | ----------------------------------- |
| 1 | محمود الكايد الحياصات | وزير الثقافة           | محمد الذنيبات           | وزير للتنمية الادارية ووزير للثقافة |
| 2 | مأمون محمد نورالدين   | وزير للشباب والرياضة   | عيد الفايز              | وزير دولة ووزير للشباب و الرياضة    |
| 3 |                       |                        | صالح القلاب             | وزير دولة                           |
| 4 | صالح القلاب           | وزير للإعلام           | طالب الرفاعي            | وزير للسياحة والاثار ووزير للاعلام  |
| 5 | جواد حديد             | وزير للتخطيط           | باسم عوض الله           | وزير للتخطيط                        |
| 6 | عيد الفايز            | وزير للعمل             | مزاحم المحيسن           | وزير للعمل                          |
| 7 | واصف عازر             | وزير للصناعة و التجارة | صلاح الدين البشير       | وزير للصناعة و التجارة              |

التعديل الخامس في 27 أكتوبر 2001 
|   | خرج من الفريق الحكومي | خرج من الفريق الحكومي            | إنضم إلى الفريق الحكومي | إنضم إلى الفريق الحكومي |
|   | الوزير                | الوزارة                          | الوزير                  | الوزارة                 |
| - | --------------------- | -------------------------------- | ----------------------- | ----------------------- |
| 1 | عيد الفايز            | وزير دولة ووزير للشباب و الرياضة | عيد الفايز              | وزير دولة               |

## وصلات خارجية
- موقع رئاسة الوزراء